# Carmelo Vázquez
Carmelo Vázquez es Catedrático de Psicopatología en la Facultad de Psicología de la Universidad Complutense de Madrid (UCM).
Se licenció en dicha Universidad en 1981 con Premio Extraordinario Fin de carrera, y se doctoró tres años después. Entre 1984 y 1986 completó una estancia postdoctoral con beca Fulbright en la Northwestern University (Illinois, EE. UU.), en colaboración con Lauren B. Alloy. En 1989 ganó la plaza de Profesor Titular en la UCM, y la cátedra en 2005. 
En 1997 obtuvo el Premio de la European Association of Psychological Assessment al psicólogo europeo menor de 40 años con la trayectoria más distinguida de “Contribuciones científicas y profesionales a la Evaluación Psicológica  como ciencia y como profesión”. También fue galardonado en 2002 con el Primer Premio Nacional de la Obra Social de Caja Madrid por su trabajo "Los límites de la Exclusión social", junto con M. Muñoz y J. J. Vázquez de la UCM. 
A lo largo de su amplia trayectoria ha investigado y publicado en colaboración con  Manuel Muñoz, Pau Pérez Sales, Mª Dolores Avia y Gonzalo Hervás, entre otros.
En los últimos años se ha implicado en el movimiento de la Psicología positiva, sobre el cual ha organizado cursos y participado en conferencias.

## Obra
- Aldaz, J.A. y Vázquez, C. (1996). Esquizofrenia: fundamentos psicológicos y psiquiátricos de la rehabilitación. Siglo XXI de España: Madrid.
- Avia, M.D. y Vázquez, C. (1998). Optimismo inteligente. Psicología de las emociones positivas. (Prefacio de Martin Seligman). Madrid: Alianza Editorial.
- Vázquez, C. y Muñoz, M. (2002). Entrevista diagnóstica en salud mental: Adultos. Madrid: Síntesis.
- Vázquez, C. (2003). Técnicas cognitivas de intervención clínica. Madrid: Síntesis.
- Muñoz, M. y Vázquez, C. (2003). Los límites de la exclusión: estudio sobre factores económicos, psicosociales y de salud que afectan a las personas sin hogar en Madrid. Tempora: Madrid.